# La risurrezione di Cristo
La risurrezione di Cristo (La resurrecció de Crist) és un oratori compost per Lorenzo Perosi i estrenat a l'Església dels Sants Apòstols de Roma el 13 de desembre de 1898.

## Origen i context
Perosi va compondre aquest oratori l'estiu de 1898, fugint de la tòrrida Roma i instal·lat en un amè poblet anomenat Andorno Micca, al seu país de Biella. Malgrat la seva joventut, amb tot just 26 anys, monsenyor Perosi ja tenia decidida la seva estètica i resolta la seva tècnica, la que va aplicar a tota la seva família d'oratoris. Va confiar el relat, extret de textos sagrats en versió llatina, a una veu de tenor en caràcter d'historiador, i va fer aparèixer, en moments oportuns, a personatges diversos de l'Evangeli. La intervenció més curiosa va a càrrec de dues dones, les dues Maries, la Verge i Magdalena, que ploren la mort de Jesús. I així Pilat i el mateix Messies.

## Representacions
Després de l'estrena, el 13 de febrer de l'any següent es representà a París sota la direcció del mateix compositor i el 2 de març al Cirque d'Eté des Champs Elisées. El 22 d'abril, Arturo Toscanini el dirigeix al Teatro alla Scala de Milà. El juliol de 1936 hi hagué una memorable execució a la plaça de Sant Marc de Venècia, amb Gino Marinuzzi com a director. El juny de 1951 s'inaugura a Roma el nou Auditorio di Palazzo Pio amb La risurrezione di Cristo.

## Moviments
- Dalla morte al sepolcro
- La resurrezione

L'obra s'estructura en dues parts que gaudeixen de visible autonomia. La primera passa mentre Crist és mort i és ombrívola, sofrent i extenuada. La segona narra la Resurrecció i resulta lluminosa, vibrant i acolorida. La presència coral és decisiva i admet, així mateix, una classificació entre veus terrenals i celestials. Hi ha, com sempre en Perosi, una posada en escena que, si bé és virtual, no deixa de ser escènica i amb una música que hereda la tradició de l'oratori barroc italià.